# Indicatrix
Een indicatrix of index-ellipsoïde is een ellipsoïde die de oriëntatie en relatieve grootte van de brekingsindices in een kristal aangeeft. De brekingsindex is in kristallen niet in alle richtingen gelijk, omdat licht niet in alle richtingen op dezelfde manier door de kristalstructuur wordt doorgelaten.
In drie dimensies wordt de brekingsindex van een kristal met drie waardes beschreven, die samen een ellipsoïde definiëren. Kristallen met een andere kristalstelsel dan het kubische kristalstelsel zijn  anisotroop, de indicatrix van een kristal met een kubisch kristalstelsel is een bol en het heeft geen nut in amorf materiaal de indicatrix te zoeken. In het geval de indicatrix een omwentelingslichaam is, waarbij twee hoofdassen dus gelijk zijn, spreekt men van een uniaxiaal kristal, is er sprake van één optische as en is het omwentelingslichaam een sferoïde .

## Voorbeelden
- De indicatrix van Tissot is een voorbeeld van een indicatrix, die in de cartografie wordt gebruikt.
- De ellipsoïde van Lamé is een ruimtelijke figuur, dat alle mechanische spanningen in een lichaam naar grootte en richting volgens hun voerstralen uitzet. Gabriel Lamé toonde aan, dat dit een ellipsoïde is.